# 이용주 (배우)
이용주(1982년 8월 21일 ~ )는 대한민국의 배우이다.

## 학력
- 경원대학교 사회체육학 학사

## 출연 작품

### 드라마 & 시트콤
- 2018년 《나쁜 형사》 (MBC) ... 고주성 역
- 2016년 《막돼먹은 영애씨 시즌15》(tvN) ... 이용주 역 - 특별출연
- 2016년 《황금주머니》 (MBC) ... 배민규 역
- 2016년 《별난가족》 (KBS1) ... 심수봉 역
- 2016년 《들썩들썩 패밀리》 (네이버 TV캐스트) ... 김창조 역
- 2015년 《달콤살벌 패밀리》 (MBC) ... 스토커 역
- 2015년 《별난 며느리》 (KBS2) ... 오상식 역
- 2015년 《막돼먹은 영애씨 시즌14》 (tvN) ... 이용주 역 (특별출연)
- 2015년 《이혼변호사는 연애중》(SBS) ... 무능해 역 (특별출연)
- 2015년 《딱 너 같은 딸》 (MBC) ... 이도원 역
- 2015년 《나의 유감스러운 남자친구》 (MBC 드라마넷) ... 만수 역
- 2014년 《황금거탑》 (tvN) ... 이용주 역
- 2014년 《12년만의 재회: 달래 된, 장국》(JTBC) ... 박무철 역
- 2014년 《식샤를 합시다》(tvN) ... 농구부 주장 역
- 2013년 《푸른거탑 리턴즈》(tvN) ... 이용주 역
- 2013년 《푸른거탑 제로》(tvN) ... 이용주 역
- 2013년 《두 여자의 방》(SBS) ... 한필섭 역
- 2013년 《푸른거탑》(tvN) ... 이용주 역
- 2012년 《막돼먹은 영애씨 시즌9》(tvN) ... 이용주 역 (특별출연)
- 2011년 《우리집 여자들》(KBS) ... 장태경 역
- 2010년 《막돼먹은 영애씨 시즌8》(tvN) ... 이용주 역
- 2010년 《막돼먹은 영애씨 시즌7》(tvN) ... 이용주 역
- 2009년 《막돼먹은 영애씨 시즌6》(tvN) ... 이용주 역
- 2009년 《막돼먹은 영애씨 시즌5》(tvN) ... 이용주 역
- 2007년 《직장 연애사》(OCN) ... 해근 역
- 2007년 《못말리는 결혼》(KBS) ... 조찬주 역
- 2006년 《소울메이트》 (MBC)
- 2006년 《MBC 베스트극장 - 저 별은 나의 별》(MBC) ... 길범근 역
- 2006년 《궁》(MBC) ... 장경 역
- 2005년 《안녕 프란체스카》(MBC) ... 용주 역
- 2005년 《KBS 드라마시티 - 수수께끼 보물섬》(KBS) ... 제니 역

### 영화
- 2011년 《티끌 모아 로맨스》 ... 창근 역
- 2008년 《성 발렌타인》 ... 김대한 역
- 2006년 《다세포 소녀》 ... 회장 소년 역
- 2005년 《B형 남자친구》 ... 인터뷰 남 역
- 2004년 《도마 안중근》 ... 철이 역
- 2001년 《선영의 편지》 ... 소년 역

### 예능
- 2012년 《롤러코스터 시즌 2》 (tvN)
- 2013년 《켠김에 왕까지》 (온게임넷)
- 2013년 《세 얼간이》  (tvN)

### 광고
- 2015년 kt olleh
- 2013년 동아제약 모닝케어
- 2013년 LG전자 탭북
- 2013년 오리온 초코파이
- 2005년 롯데제과 와
- 2004년 해태제과 에이스
- 2003년 KT&G